# Eupithecia lachaumei
Eupithecia lachaumei là một loài bướm đêm trong họ Geometridae.